# New Zealand State Highway 67
Der New Zealand State Highway 67 (State Highway 67 oder in Kurzform SH 67) ist eine Fernstraße von nationalem Rang auf der Südinsel von Neuseeland.

## Geographie
Die Fernstraße besitzt eine Länge von 51,3 km und befindet sich an der Küste im Nordwesten der Südinsel. Die über ihre gesamte Länge zweispurig (je eine pro Fahrtrichtung) ausgebaute Straße verbindet die Küstenstadt Westport und einen Teil der nördlich gelegenen Küstenorte mit dem State Highway 6, der knapp 5 km südlich von Westport vorbeiführt.

## Streckenführung
Der State Highway 67 beginnt am Abzweig des State Highway 6, an der Westseite des Buller River und 5 km südlich der Stadt Westport. Von dort aus verläuft die Straße 4,5 km nach Norden, um dann in einem Rechtsknick über die Brücke des Buller River zu führen und nach einem anschließenden Linksknick über einen Kilometer die Hauptstraße des Stadtzentrum von Westport abzubilden. Nach einem weiteren 90 Grad-Knick nach Osten führt die Straße aus der Stadt heraus, überquert einen Teil der Orowati Lagoon und nimmt dann zunächst für rund 5,5 km einen Streckenverlauf parallel zur Bahnlinie an der Küste der Tasmansee. Nach einem von der Bahnlinie südlicheren Verlauf kehrt der SH 67 bei Waimangaroa auf die Bahnlinie zurück, wechselt auf deren linke Seite und überquert getrennt von ihr den Waimangaroa River, um anschließend ihrer Strecke bis zur kleinen Siedlung Ngakawau zu folgen, vor der die Bahnlinie endet. Rund drei Kilometer vor Ngakawau passiert der SH 67 den Zugang zur Stockton Mine, einem Kohletagebau an der Westküste. Nach der Überquerung des Ngākawau River und des Passierens des kleinen Dorfes Hector folgt die Straße dem Küstenverlauf bis zum Mōkihinui River. Sie überquert den Fluss 3,4 Flusskilometer entfernt von dessen Mündung, und endet hinter der Brücke auf der anderen Flussseite.